# Platystoma euphorbiinum
Platystoma euphorbiinum is een vliegensoort uit de familie van de Platystomatidae. De wetenschappelijke naam van de soort is voor het eerst geldig gepubliceerd in 1930 door Enderlein.